# Neoterpes trianguliferata
Neoterpes trianguliferata är en fjärilsart som beskrevs av Alpheus Spring Packard 1871. Neoterpes trianguliferata ingår i släktet Neoterpes och familjen mätare. Inga underarter finns listade i Catalogue of Life.